# Geir Hansteen Jörgensen
Geir Hansteen Jörgensen là một nhà làm phim người Thuỵ Điển. Tác phẩm nổi tiếng nhất của ông là bộ phim và series phim truyền hình được ca ngợi The New Country và The Soloists. Cả hai bộ phim này đều nhận được rất nhiều giải thưởng quốc tế. Geir Hansteen Jörgensen được sinh ra trong một gia đình nghệ sĩ ở vùng nông thôn Thuỵ Điển, nơi mà ông, bên cạnh việc học hội họa, đã bắt đầu làm những thước phim đầu tiên như một đứa trẻ. Ông đã tốt nghiệp tại Trường Phim ảnh Stockholm và Học viện Kịch nghệ.